# Keith Pupart
Keith Pupart est un joueur estonien de volley-ball né le 19 mars 1985 à Kuressaare. Il mesure 1,95 m et joue réceptionneur-attaquant. Il totalise 170 sélections en équipe d'Estonie.

## Clubs
| Club              | De        | À         |
| ----------------- | --------- | --------- |
| Sylvester Tallinn | 2002-2003 | 2002-2003 |
| Selver Tallinn    | 2003-2004 | 2008-2009 |
| Rennes Volley 35  | 2009-2010 | 2012-2013 |
| Arago de Sète     | 2013-2014 | 2014-2015 |
| Cuprum Lubin      | 2015-2016 | 2017-2018 |
| VC Maaseik        | 2018-2019 | 2018-2019 |
| Saaremaa VK       | 2019-2020 | ...       |

## Palmarès

### En club
- Championnat d'Estonie (3)
  - Vainqueur : 2007, 2008, 2009.
  - Finaliste : 2006.
- Coupe d'Estonie (3)
  - Vainqueur : 2004, 2006, 2007.
- Coupe de France (1)
  - Vainqueur : 2012.
- Championnat de Belgique (1)
  - Vainqueur : 2019.

### En sélection
- Ligue européenne (1)
  - Vainqueur : 2016.